# Valér Ferenczy
Pour les articles homonymes, voir Ferenczy.
Dans le nom hongrois Ferenczy Valér, le nom de famille précède le prénom, mais cet article utilise l’ordre habituel en français Valér Ferenczy, où le prénom précède le nom.
Valér Ferenczy, né le 22 novembre 1885 à Körmöcbánya, aujourd’hui Kremnica, en Slovaquie – mort le 23 décembre 1954 à Budapest, est un peintre et illustrateur hongrois et roumain. Il est un des artistes les plus dynamiques du centre artistique de Nagybánya dans l'entre-deux-guerres, avec un style très personnel.

## Biographie
Valér Ferenczy est né le 22 novembre 1885 dans une famille d'artistes éminents. Son père, Károly Ferenczy et sa mère, Olga Fialka sont peintres, son jeune frère Béni Ferenczy est sculpteur et la sœur jumelle de celui-ci, Noémi est une artiste textile reconnue,.
Son père l'initie à la peinture et il fréquente l'école de la colonie d'artistes de Nagybánya, fondée par son père, puis, en 1903, il étudie à l'Académie des Beaux-Arts de Munich. En 1904/05, il suit un cours privé avec Lovis Corinth à Berlin. En1905/06, il séjourne à Paris à l'Académie Julian et à l'Académie Colarossi. En 1911/12, il étudie à l'Académie des Beaux-Arts de Budapest.
Là, il expose avec son père dans la société d'artistes MIÉNK.
Il suit une formation en gravure avec le graveur américain Orville Houghton Peets à Paris en 1913. Il essaie de se dégager de l'influence artistique de son père et de trouver sa propre voie.
Il vit à Nagybánya, aujourd'hui en Roumanie, jusqu'en 1927, puis à Budapest.
Valér Ferenczy a popularisé la technique de la gravure à travers des écrits et des conférences.
Son style artistique le relie à l'impressionnisme et au post-impressionnisme.
Il obtient la nationalité roumaine en 1919 et épouse la peintre Etta Sárossy en 1921. Entre 1926 et 1927, il enseigne le dessin à l'École libre de peinture de Baia Mare jusqu'en 1927 lorsqu'il quitte la Roumanie pour Budapest.
Il reçoit une médaille d'argent à l'Exposition universelle de 1929 à Barcelone.
Valér Ferenczy écrit une biographie de son père en 1925, pour laquelle il reçoit le prix Baumgarten en 1935.
Il a survécu à la persécution des Juifs pendant l'occupation allemande de la Hongrie en 1944 et décède le 23 décembre 1954 à Budapest à l'âge de 69 ans.
Il a participé à de nombreuses expositions à Baia Mare et dans d'autres villes : Cluj en 1921 et 1922, Oradea en 1920, 1923 et 1924, Satu Mare en 1922 et 1926, Timişoara en 1922,et 1927 ...
Des œuvres de Valér Ferenczy se trouvent au musée Károly Ferenczy à Szentendre, au Britsh Museum , au Musée d'art moderne de New York, au Centrul artistic Baiia Mare

## Galerie

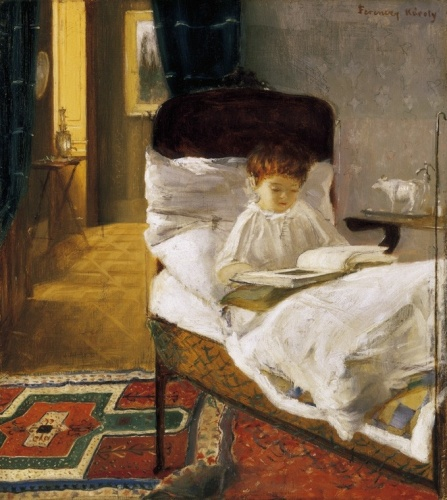
Valér au lit (1888)
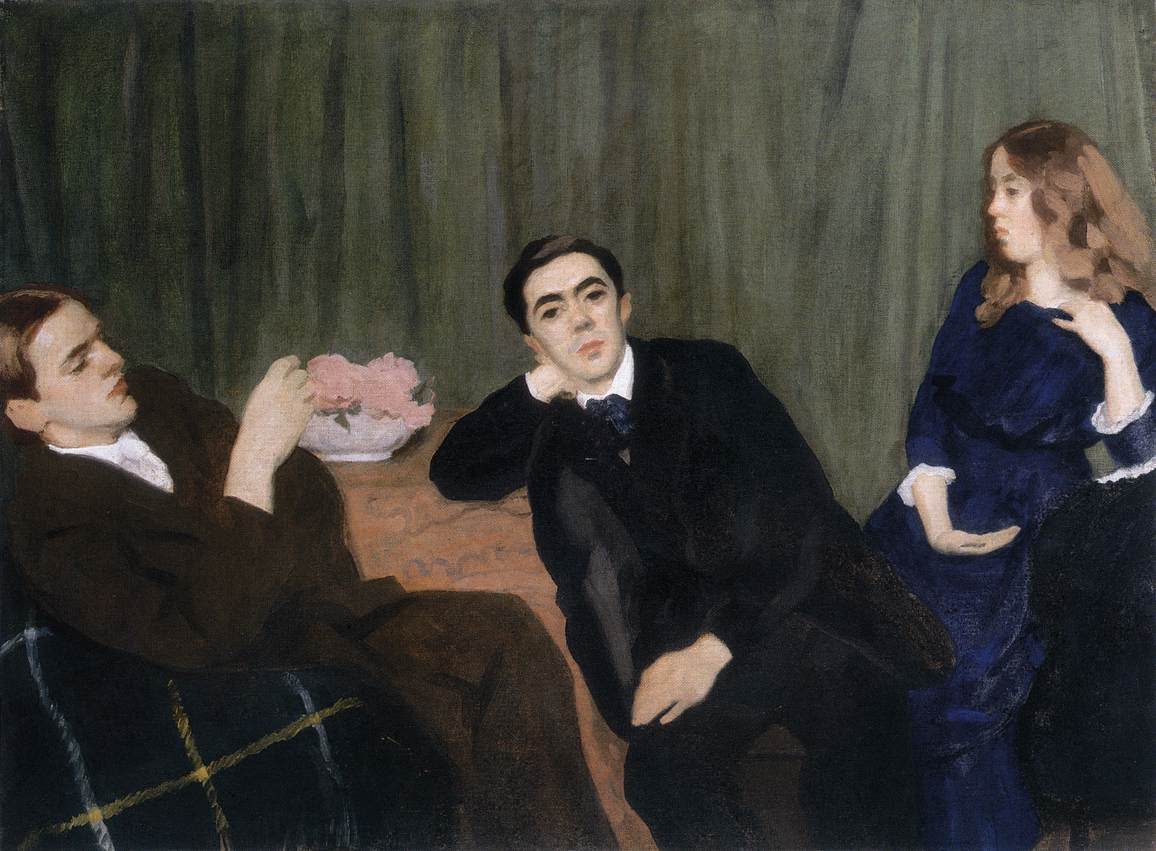
Károly Ferenczy : Noémi Ferenczy, Valér Ferenczy, Béni Ferenczy (1911) [de la droite]